# Алма-Атинская декларация (1992)
Алма-Атинская декларация о содействии развитию независимых и плюралистических средств информации в Азии — декларация о развитии средств массовой информации в странах Азии и Тихого океана, включая недавно обретшие независимость среднеазиатские республики бывшего Советского Союза, относящиеся к азиатскому региону. Была принята 9 октября 1992 года на Семинаре по содействию развитию независимых и плюралистических средств информации в Азии под патронажем ООН и ЮНЕСКО.

## История
Международная программа развития коммуникации (МПРК) была принята в 1980 году на ХХІ сессии Генеральной конференции ЮНЕСКО на основе рекомендаций международной комиссии, работавшей под руководством Шона Макбрайда. Международная программа была направлена на развитие средств коммуникации в развивающихся странах и оказание им конкретной помощи в этой области. В целях осуществления своей стратегии в новых исторических условиях ЮНЕСКО совместно с Департаментом общественной информации ООН и международными журналистскими организациями приступила к проведению международных форумов для представителей СМИ в разных регионах мира:
- Май 1991 года — Виндхук ( Намибия) — в странах Африки[1];
- Октябрь 1992 года — Алма-Ата ( Казахстан) — в странах Азии и Тихого океана;
- Май 1994 года — Сантьяго ( Чили) — в странах Южной Америки;
- Январь 1996 года — Сана ( Йемен) — в странах Ближнего Востока.
- Сентябрь 1997 года — София ( Болгария) — в странах Европы[2].

В Алма-Ате работу Семинара по содействию развитию независимых и плюралистических средств информации в Азии, на котором была принята Алма-Атинская декларация, организовывал Мартин Хэдлоу — первый директор Бюро ЮНЕСКО в Алма-Ате. Алма-Атинская декларация была одобрена на XXVIII сессии Генеральной конференции ЮНЕСКО (1995 г.), что отражено в последующих декларациях.

## Содержание декларации
Декларация содержит предложения по улучшению качества работы СМИ:
- Законодательство — замена устаревших законов о СМИ, в соответствии с новыми реалиями;
- Подготовка специалистов — создание качественной системы обучения;
- Свободный поток информации — создание центров доступа к международному обмену новостей;
- Безопасность журналистов — обеспечить защиту журналистов;
- Неправительственное вещание — разработка механизмов для возможности функционирования независимых СМИ;
- Профессиональные ассоциации — оказание помощи в создании профсоюзов;
- Специальные экономические вопросы — разработка механизмов привлечения льготных средств для независимых СМИ.

## Последующее действие
Начиная с 2002 года в Алма-Ате проходит Евразийский медиафорум, целью которого является формирование атмосферы доверия между странами и континентами, посредством взаимодействия средств массовой информации. В материалах форума неоднократно ссылаются на Алма-Атинскую декларацию 1992 года как организаторы, так и Коитиро Мацуура — генеральный директор ЮНЕСКО.
В сентябре 2012 года в Алма-Ате прошла международная конференция «Алма-Ата+20», посвящённая юбилею декларации. Более ста участников конференции собрались для обсуждения вопросов законодательства и плюрализма СМИ и изменений в обществе, прошедших с момента создания декларации. Также были затронуты вопросы равенства возможностей мужчин и женщин в СМИ, институциональной поддержки и налаживания связей, и повышения потенциала журналистского образования и профессионалов СМИ.
По мнению Рафиса Абазова (профессор КазНУ им. Аль-Фараби и Колумбийского университета), декларация оказала значительное влияние на развитие СМИ в Республике Казахстан и на изменения, произошедшие в политике СМИ и во взаимодействии между государственными СМИ и государственными структурами. Изменения в технологическом аспекте работы СМИ также были вызваны работой Семинара в плане передачи опыта.